# Гаркад

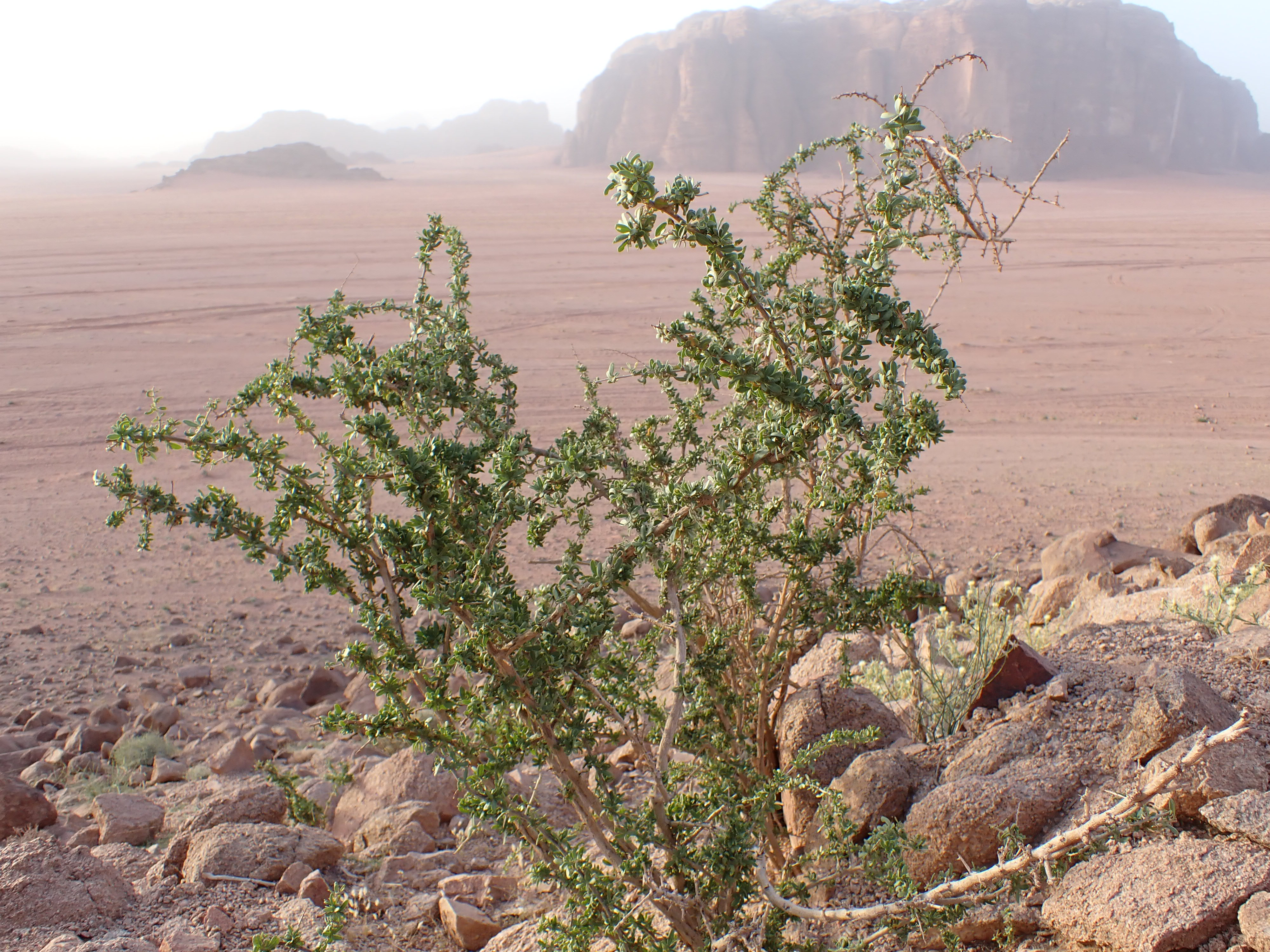
Дереза

Гаркад (араб. غَرْقَد‎) — дерево рода Дереза (Lycium), занимающее особое положение в исламской эсхатологии.
Согласно определённым хадисам, в конце времён, перед Судным днём, это дерево будет играть защитную роль для евреев в ходе предстоящей апокалиптической битвы, именуемой Аль-Мальхама аль-Кубра (الملحمة الكبرى‎). В ходе этой битвы, иудеи будут искать укрытие за камнями и деревьями. В этот момент, согласно хадисам пророка Мухаммеда, все деревья (кроме гаркада) и камни будут обретать голос, направляя мусульман к местонахождению своих противников — иудеев.

## Хадисы
Хадис встречается в сборниках Сахих Муслим (2922),  Сахих аль-Бухари (1820, 2926), а также Сунан Ибн Маджа (4077).

Передаётся от Абу Хурайры, что Посланник Аллаха (ﷺ) сказал: — Не настанет Час этот, пока мусульмане не сразятся с иудеями, когда станут (иудеи) прятаться за камнями и деревьями, а камни и деревья будут говорить: «О мусульманин, вот позади меня иудей, иди же и убей его!», — (и скажет это каждое дерево), кроме гаркада, ибо (гаркад) относится к числу иудейских деревьев.Оригинальный текст (ар.)١٨٢٠- وعن أبي هريرة -رضي اللَّه عنه- أنَّ رسولَ اللَّهِ ﷺ قال: ﴿لاَ تَقُومُ السَّاعَةُ حَـتَّى يُقَاتِلَ المُسْلِمُونَ اليَهُودَ، حَتَّى يَخْتَبِئَ اليَهُودِيُّ مِنْ وَرَاء الحَجَرِ وَالشَّجَرِ. فَيَقُولُ الحَجَرُ وَالشَّجَرُ: يَا مُسْلِمُ هذَا يَهُودِيٌّ خَلْفِي تَعَالَ فَاقْتُلْهُ؛ إلاَّ الغَرْقَدَ فإنَّهُ مِنْ شَجَرِ اليَهُودِ﴾. متفق عليه.— Сахих аль-Бухари, хадис № 1820

## Цитирования
Хадис о гаркаде, переданный аль-Бухари, включён в учебник 9-го класса в Саудовской Аравии. В сборнике хадисов аль-Бухари (2928) также присутствует аналогичный призыв к войне с турками, однако он не находит отражения в школьных текстах.
Хадис также стал значимым элементом в проповедях и публикациях радикальных исламистов. Примером служит его включение в устав палестинской террористической организации ХАМАС в 1988 году. Согласно Федеральному агентству Германии по гражданскому воспитанию, данный хадис носит антисемитский характер.